# Degnan's Bakery
Ne doit pas être confondu avec Degnan's Restaurant.
Le Degnan's Bakery est une ancienne boulangerie dans le comté de Mariposa, en Californie, dans le sud-ouest des États-Unis. Protégée au sein du parc national de Yosemite, elle est d'abord attenante à une maison située non loin de la Yosemite Valley Chapel, dans la vallée de Yosemite, avant d'être déplacée à Wawona, où elle est depuis lors exposée au sein du Pioneer Yosemite History Center, en 1956.